# Enrico Cottino
Enrico Cottino (Torino, 28 luglio 1894 – Porto Corsini, 16 maggio 1917) è stato un aviatore italiano, decorato di Medaglia d'argento e di bronzo al valor militare durante la prima guerra mondiale.

## Biografia
Nacque a Torino il 28 luglio 1894. In qualità di soldato semplice fu ammesso al Battaglione Aviatori il 13 dicembre 1913, promosso subito al gradi di caporale. Sette mesi dopo, promosso Sergente, fu ammesso all'addestramento al pilotaggio dei velivoli Maurice Farman presso il Campo di addestramento di Somma Lombardo. Promosso sottotenente di complemento, sostenne la prima lezione di volo il 24 novembre 1914 su un aeroplano Farman 70 R. Il 23 aprile 1915 conseguì il brevetto di I grado sul campo d'aviazione di Cascina Malpensa, proseguendo successivamente l'addestramento fino a conseguire il brevetto militare 24 maggio dello stesso anno.

### La guerra
Dopo l'entrata in guerra del Regno d'Italia, avvenuta quello stesso giorno, il 14 luglio successivo fu trasferito alla 1ª Squadriglia da ricognizione e combattimento basata a Padova. La sua unità fu subito impegnata in voli di guerra e ricognizioni partendo da Aviano e da Santa Maria la Longa. In seguito al bombardamento della città di Brescia da parte di apparecchi austriaci, avvenuto il 25 agosto, la sua squadriglia fu schierata a difesa della città. Impegnato in missione di ricognizione sul lago di Garda e sulle zone montane circostanti, compì numerose azioni di caccia ai velivoli nemici. Il 1º ottobre, durante un volo di trasferimento da Brescia a Verona, atterrò fuori campo a Mantova sfasciando completamente il suo Farman 80 R (matricola 518). Anche il 17 febbraio 1916, con a bordo l'osservatore tenente Mario Poli, eseguì un atterraggio di fortuna distruggendo un Farman (matricola 757). Il 15 aprile, con il passaggio ad un nuovo metodo di numerazione, la 1ª Squadriglia Farman diventò 31ª Squadriglia con base a Verona. Il 3 maggio, appena promosso tenente, sostenne ben due duelli aerei durante una missione di ricognizione e il giorno 21, sopra Ala, fu attaccato da due caccia senza subire danni. Per le azioni compiute sopra il Trentino, e in particolare nella zona di Caldonazzo, tra il 1915 e il 1916 fu insignito di una Medaglia d'argento al valor militare.
Nei primi giorni di giugno del 1916 assunse il comando della neocostituita Sezione Difesa Ravenna, composta da 3 biplani Farman MF.14, basata sul nuovo campo d'aviazione situato in località La Spreta (oggi aeroporto di Ravenna). La Sezione svolse una intensa attività di volo, sia diurna che notturna, a difesa della città con missioni di pattugliamenti sul mare coordinate con la vicina base degli idrovolanti di Porto Corsini. Durante uno di questi voli, il 16 maggio 1917, il Farman MF.14 con a bordo il tenente Cottino ed il sergente pilota Francesco Guadalupi precipitò in mare davanti al porto, causando la morte degli sfortunati aviatori.

### In ricordo
Allo sfortunato pilota è intitolata una via (per molto tempo indicata erroneamente come Via Ottino) in località Porto Corsini, frazione di Ravenna sulla sponda Nord del Canale di accesso al Porto di Ravenna.

### Annotazioni
1. ↑  Ai due aviatori venne conferita la Medaglia di bronzo al valor militare alla memoria il 3 novembre 1918.

### Fonti
1. 1 2 3 4 5 6 7 8 9 10  Antonellini 2008, p. 64.
2. 1 2 3 4 5 6 7 8  Antonellini 2008, p. 65.
3. ↑  Mancini 1936, p. 197.
4. 1 2 3 4  Baldini 2013, p. 8.
5. ↑  Conferitagli il 20 ottobre 1916, da il Corriere di Romagna, 21-22 novembre 1916.